# 식도 질환
식도 질환(esophageal diseases)은 식도에 발생하는 질환으로 선천적인 경우와 후천적인 경우로 나눌 수 있다.
위산이 식도로 역류하여 가슴에 타는 듯한 통증을 느끼는 경우가 많으며, 이런 느낌을 속쓰림이라고 부른다. 지속적으로 위산 역류에 노출되면 식도에 미란이 생기며 바렛 식도가 발생할 수 있으며, 바렛 식도는 식도 먼쪽 1/3에서 주로 발견되는 샘암종의 위험을 높인다. 식도에 이물감을 느끼는 경우도 있다.
식도에 발병하거나 영향을 미치는 질환에는 다음과 같은 것들이 있다.
- 광범위식도연축
- 급성 식도 괴사
- 말로리-바이스 증후군
- 바렛 식도
- 뵈르하베 증후군
- 샤가스병
- 샤츠키고리
- 식도의 부식으로 인한 화학화상
- 식도성 삼킴장애
- 식도암
- 식도염
- 식도이완불능증[1]
- 식도정맥류
- 식도폐쇄증과 기관식도샛길
- 신경성 삼킴장애
- 위 식도 역류병
- 젠커 게실
- 킬리안-자미에슨 게실
- 틈새탈장
- 플러머-빈슨 증후군
- 호두까기식도